# Phrynobatrachus sandersoni
Espèce
Synonymes
- Phrynodon sandersoni Parker, 1935

Statut de conservation UICN

 LC  : Préoccupation mineure
Phrynobatrachus sandersoni est une espèce d'amphibiens de la famille des Phrynobatrachidae.

## Répartition
Cette espèce se rencontre dans le sud-ouest du Cameroun et en Guinée équatoriale, île de Bioko comprise.

## Étymologie
Cette espèce est nommée en l'honneur de Ivan T. Sanderson.

## Publication originale
- Parker, 1935 : A new genus of frogs from the Cameroons. Annals and Magazine of Natural History, sér. 10, vol. 16, p. 401-404.